# 国道31号 (韩国)

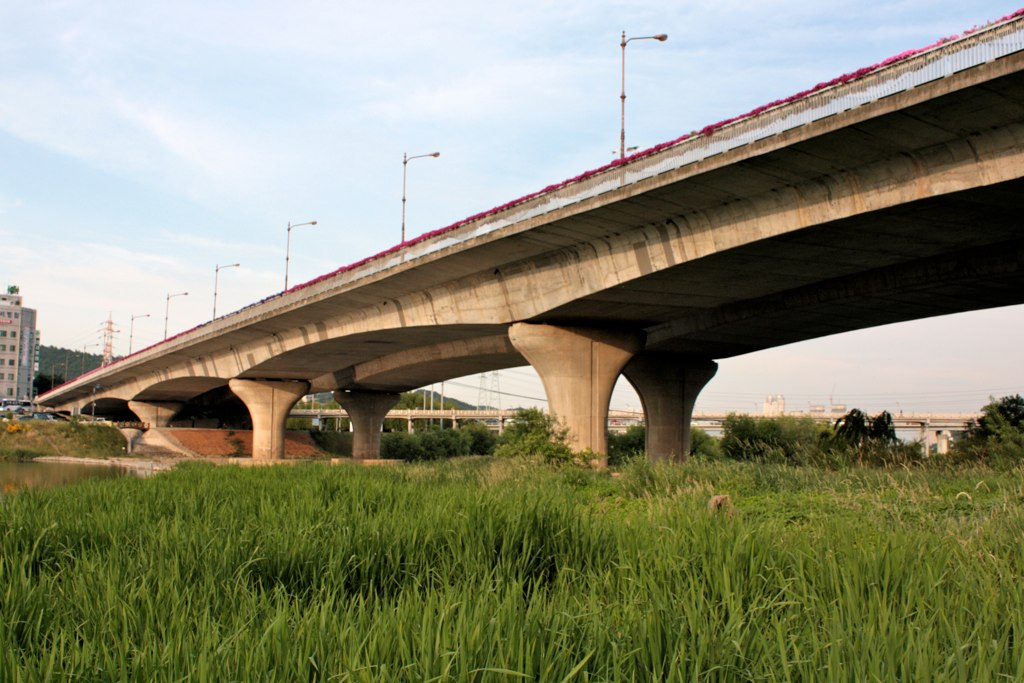
位于蔚山广域市的国道31号

国道31号（韓語：국도 제31호선），又称釜山－新高山线（韓語：부산 ~ 신고산선），是大韩民国的一条一般国道，于1971年8月31日纳入韩国一般国道体系中。该线路全长约为627.6千米，南起釜山廣域市机张郡，途经蔚山广域市和庆尚北道，经益山浦項高速公路等6条高速公路，规划北至咸镜南道安邊郡，但由于安邊郡仍处于朝鲜民主主义人民共和国的实际控制当中，故实际北至江原道楊口郡。国道31号的最新路段开通于2018年10月。

## 实际途经地区
若无注明，默认顺序为自南向北。

### 釜山廣域市
楊口郡

### 蔚山廣域市
蔚州郡 - 南區 - 中區 - 北區

### 庆尚北道
浦项市 - 青松郡 - 英陽郡 - 奉化郡

### 江原道
太白市 - 寧越郡 - 平昌郡 - 洪川郡 - 麟蹄郡 - 楊口郡